# اسکاپولیت
اسکاپولیت (به انگلیسی: Scapolite) با فرمول شیمیایی  از مجموعه کانی هاست و از واژه یونانی Skapos یعنی ساقه و lithos اخذ شده‌است. به سختی در HCl حل می‌شود و به رنگ سیاه در می‌آید. سری ایزومورف با ماریالیت و مژونیت تشکیل می‌دهد. برای اولین بار در فنلاند کشف شد و از نظر شکل بلور: منشوری - تیغه‌های ریزدانه، رنگ: سفید - خاکستری - خاکستری سبز - متمایل به آبی - صورتی - بنفش، شفافیت: شفاف - نیمه کدر، شکستگی: صدفی - نامنظم، جلا: شیشه‌ای - صدفی، رخ: کامل، سیستم تبلور: کوادراتیک و در رده‌بندی سیلیکات است همچنین خاصیت مغناطیسی ندارد و منشأ تشکیل آن پنوماتولیتی است.
همایند کانی‌شناسی (پارانژ) آن سختی - واکنش‌های شیمیایی -انحلال در HClفلدسپات ها- گارنت ها- پیروکسن ها- اپیروت- وزوویانیت و غیره است
، از نظر ژیزمان بلوری - آگرگات رشته‌ای - توده‌ای کمیاب است و بیشتر در آلمان غربی، نروژ، سوئد، ایتالیا و URSS یافت می‌شود.